# Бунгома
Бунгома (англ. Bungoma) — місто в Західній провінції Кенії. Адміністративний центр однойменного округу. 

## Географія
Розташоване за 325 км на північний захід від Найробі, недалеко від кордону з Угандою. Висота міста над рівнем моря становить 1385 м. Через Бунгому проходить Угандійська залізниця.

### Клімат
Місто знаходиться у зоні, котра характеризується морським кліматом. Найтепліший місяць — березень із середньою температурою 22.5 °C (72.5 °F). Найхолодніший місяць — липень, із середньою температурою 20.5 °С (68.9 °F).
| Клімат Бунгоми          | Клімат Бунгоми | Клімат Бунгоми | Клімат Бунгоми | Клімат Бунгоми | Клімат Бунгоми | Клімат Бунгоми | Клімат Бунгоми | Клімат Бунгоми | Клімат Бунгоми | Клімат Бунгоми | Клімат Бунгоми | Клімат Бунгоми | Клімат Бунгоми |
| Показник                | Січ.           | Лют.           | Бер.           | Квіт.          | Трав.          | Черв.          | Лип.           | Серп.          | Вер.           | Жовт.          | Лист.          | Груд.          | Рік            |
| Середня температура, °C | 22             | 22,3           | 22,5           | 22,1           | 21,4           | 20,7           | 20,5           | 20,6           | 20,8           | 21,7           | 21,5           | 21,6           | 21,5           |
| Норма опадів, мм        | 54.5           | 79.9           | 124.3          | 230            | 240.7          | 142.9          | 118.2          | 145.3          | 135.7          | 143.8          | 135.1          | 68.4           | 1618.8         |
| Днів з опадами          | 9,1            | 11,1           | 14             | 20             | 20,7           | 15,2           | 15,6           | 16,7           | 16,6           | 17,4           | 16,6           | 10,7           | 183,7          |
| Вологість повітря, %    | 51.3           | 53.4           | 56             | 63.6           | 67.2           | 65.6           | 66             | 65.6           | 61.3           | 59.8           | 59.9           | 54.4           | 60.3           |
| ----------------------- | -------------- | -------------- | -------------- | -------------- | -------------- | -------------- | -------------- | -------------- | -------------- | -------------- | -------------- | -------------- | -------------- |
| Джерело: Weatherbase    |                |                |                |                |                |                |                |                |                |                |                |                |                |

## Населення
Станом на 2012 рік населення міста становило 84 042 осіб..

## Економіка
Економіка міста і прилеглої частини округу заснована головним чином на сільському господарстві. Основною с/г культурою регіону є цукрова тростина; в окрузі розташовується кілька великих цукрових фабрик та безліч дрібних підприємств. Для власних потреб населенням вирощується кукурудза, просо та сорго; розвинені молочне тваринництво й птахівництво.